# Toshihiro Matsushita
Toshihiro Matsushita (松下 年宏 Matsushita Toshihiro?), född 17 oktober 1983 i Kagoshima prefektur, är en japansk fotbollsspelare.
Matsushita började sin karriär 2002 i Gamba Osaka. Med Gamba Osaka vann han japanska ligan 2005. 2006 flyttade han till Albirex Niigata. Han spelade 106 ligamatcher för klubben. Efter Albirex Niigata spelade han för FC Tokyo, Vegalta Sendai, Yokohama FC och Kagoshima United FC. Han avslutade karriären 2018.